# 永谷泰次郎
永谷 泰次郎（ながたに たいじろう、1956年10月1日 - ）は、日本の経営者。永谷園社長を務めている。東京都出身。

## 経歴・人物
1979年に慶應義塾大学商学部を卒業し、同年に永谷園本舗に入社した。2000年に取締役に就任し、2010年に副社長を経て、2012年4月に社長に就任。2015年10月には自身は永谷園ホールディングス社長に就任し、永谷園（新会社）社長は飯塚弦二朗が就任。